# Dahadano Gawu Gawu
Dahadano Gawu Gawu is een bestuurslaag in het regentschap Gunungsitoli van de provincie Noord-Sumatra, Indonesië. Dahadano Gawu Gawu telt 403 inwoners (volkstelling 2010).